# Ian Campbell (friidrottare)
Ian Campbell, född 18 april 1957, är en australisk friidrottare. Han deltog vid olympiska sommarspelen 1980.